# クネジャ
クネジャ（Knezha (ブルガリア語: Кнежа, 発音 [knɛˈʒa])）は、ブルガリア北部の町、およびそれを中心とした基礎自治体。プレヴェン州に属する。町の名前はおそらくスラヴ語で「大公」を意味する「knyaz」に由来するものと考え、地元の豪族がオスマン帝国による侵略から住民を守ったことによると見られる。クネジャの町はプレヴェン州ではプレヴェン、チェルヴェン・ブリャクに次いで3番目に規模が大きい。
地元のみどころとしては、丘の上に建てられた高さ17メートルの鋼の十字架がある。十字架の建造の資金は全て寄付でまかなわれている。十字架の表面はルミネセンスにより発光するようになっており、夜間はイルミネーションされて輝いている。十字架はスコピエの丘の上にあるもの（Millennium Cross）と類似しているが、大きさはより小さい。クネジャにはまた、歴史博物館や、アマチュアによる演劇が行われるチタリシテ（公民館）がある。1924年に創設された農業アカデミー・トウモロコシ研究所はクネジャに置かれている。
著名な出身者には、シドニーオリンピックで金メダルを受賞したグルビン・ボエフスキ（Гълъбин Боевски / Galabin Boevski、1974年 - ）や、サッカーブルガリア代表のヴァレンティン・イリエフ（Валентин Илиев  / Valentin Iliev、1980年 - ）ブルガリア軍の将軍でブルガリア議会の議長を務めたフェルディナント・コゾフスキ（Фердинанд Козовски / Ferdinand Kozovski、1892年 - 1965年）などがいる。

## 町村
クネジャ基礎自治体（Община Кнежа）にはその中心であるクネジャをはじめとする、以下の町村（集落）が存在している。
| - Бреница - Еница | - Кнежа - Лазарово |

## 気候
| クネジャの気候         | クネジャの気候 | クネジャの気候 | クネジャの気候 | クネジャの気候 | クネジャの気候 | クネジャの気候 | クネジャの気候 | クネジャの気候 | クネジャの気候 | クネジャの気候 | クネジャの気候 | クネジャの気候 | クネジャの気候 |
| 月                     | 1月            | 2月            | 3月            | 4月            | 5月            | 6月            | 7月            | 8月            | 9月            | 10月           | 11月           | 12月           | 年             |
| ---------------------- | -------------- | -------------- | -------------- | -------------- | -------------- | -------------- | -------------- | -------------- | -------------- | -------------- | -------------- | -------------- | -------------- |
| 最高気温記録 °C （°F） | 20 (68)        | 20.8 (69.4)    | 35.7 (96.3)    | 32 (90)        | 36.5 (97.7)    | 38.2 (100.8)   | 41.2 (106.2)   | 42.7 (108.9)   | 41.6 (106.9)   | 37.4 (99.3)    | 27.9 (82.2)    | 21.6 (70.9)    | 42.7 (108.9)   |
| 平均最高気温 °C （°F） | 2.5 (36.5)     | 5.5 (41.9)     | 11.5 (52.7)    | 17.8 (64)      | 23.7 (74.7)    | 27.0 (80.6)    | 29.4 (84.9)    | 29.5 (85.1)    | 24.1 (75.4)    | 17.9 (64.2)    | 9.7 (49.5)     | 4.1 (39.4)     | 16.9 (62.4)    |
| 日平均気温 °C （°F）   | −1.3 (29.7)    | 0.8 (33.4)     | 6.2 (43.2)     | 12.0 (53.6)    | 17.6 (63.7)    | 20.8 (69.4)    | 23.2 (73.8)    | 23.3 (73.9)    | 18.2 (64.8)    | 12.7 (54.9)    | 5.4 (41.7)     | 0.2 (32.4)     | 11.6 (52.9)    |
| 平均最低気温 °C （°F） | −5.1 (22.8)    | −4.0 (24.8)    | 0.8 (33.4)     | 6.2 (43.2)     | 11.5 (52.7)    | 14.6 (58.3)    | 16.8 (62.2)    | 16.9 (62.4)    | 12.3 (54.1)    | 7.5 (45.5)     | 1.1 (34)       | −3.7 (25.3)    | 6.3 (43.3)     |
| 最低気温記録 °C （°F） | −35.5 (−31.9)  | −32 (−26)      | −30.2 (−22.4)  | −7.5 (18.5)    | −1.5 (29.3)    | 6.3 (43.3)     | 9.5 (49.1)     | 8.8 (47.8)     | −2.7 (27.1)    | −7.4 (18.7)    | −15.4 (4.3)    | −28.2 (−18.8)  | −35.5 (−31.9)  |
| 降水量 mm （inch）     | 33 (1.3)       | 25 (0.98)      | 41 (1.61)      | 55 (2.17)      | 64 (2.52)      | 72 (2.83)      | 60 (2.36)      | 42 (1.65)      | 45 (1.77)      | 40 (1.57)      | 43 (1.69)      | 38 (1.5)       | 557 (21.93)    |
| 出典：Stringmeteo      |                |                |                |                |                |                |                |                |                |                |                |                |                |

## ギャラリー

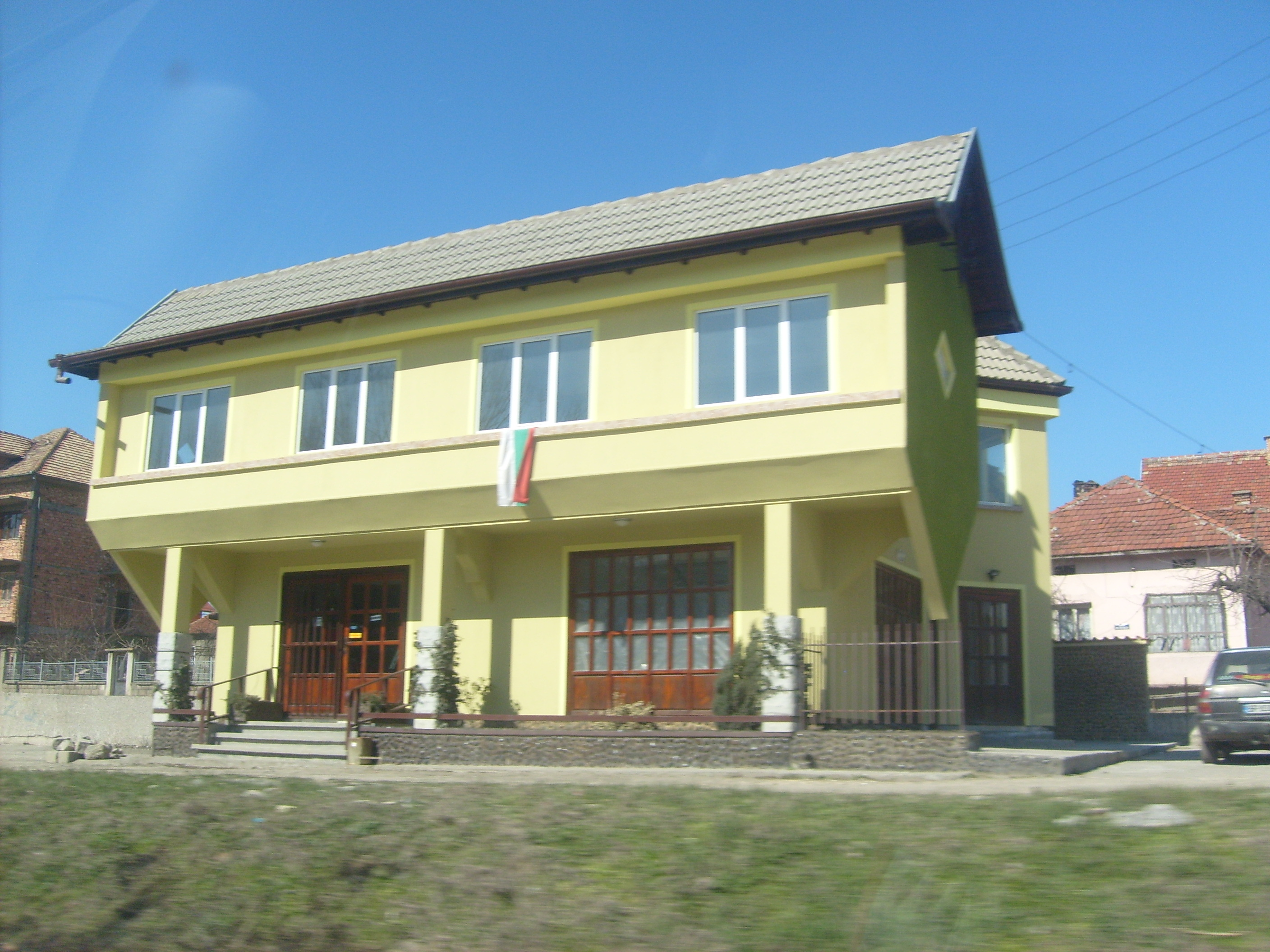
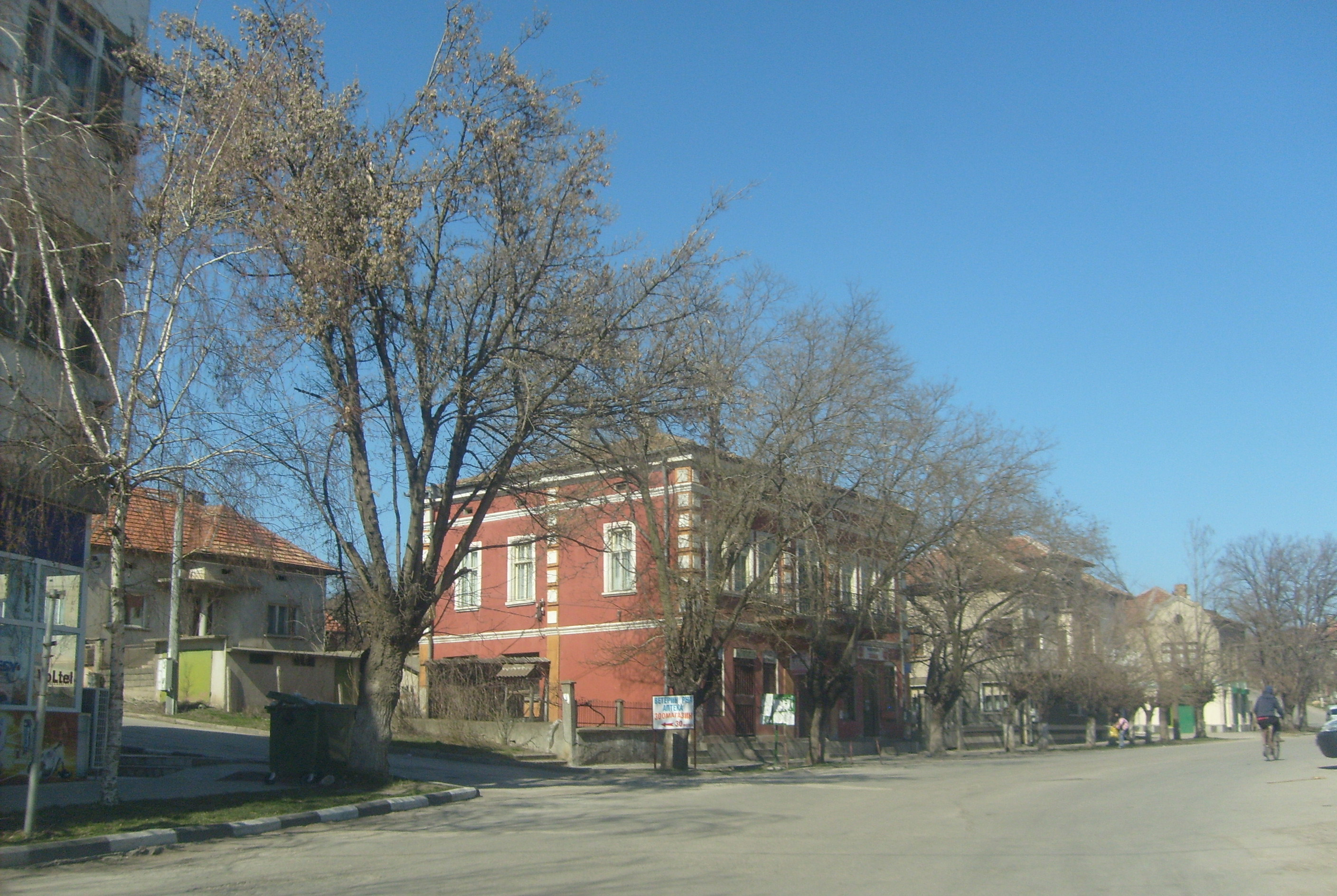
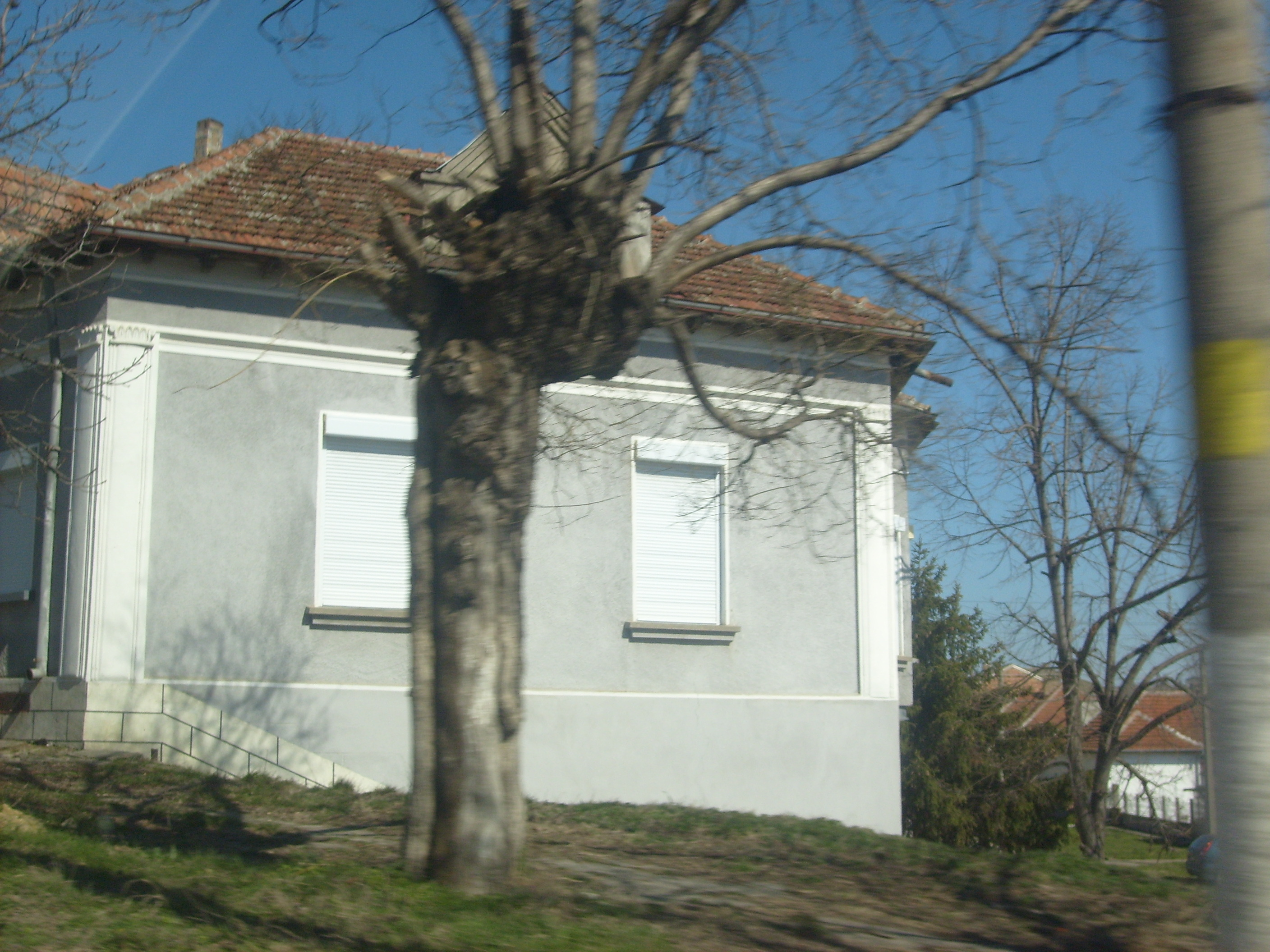
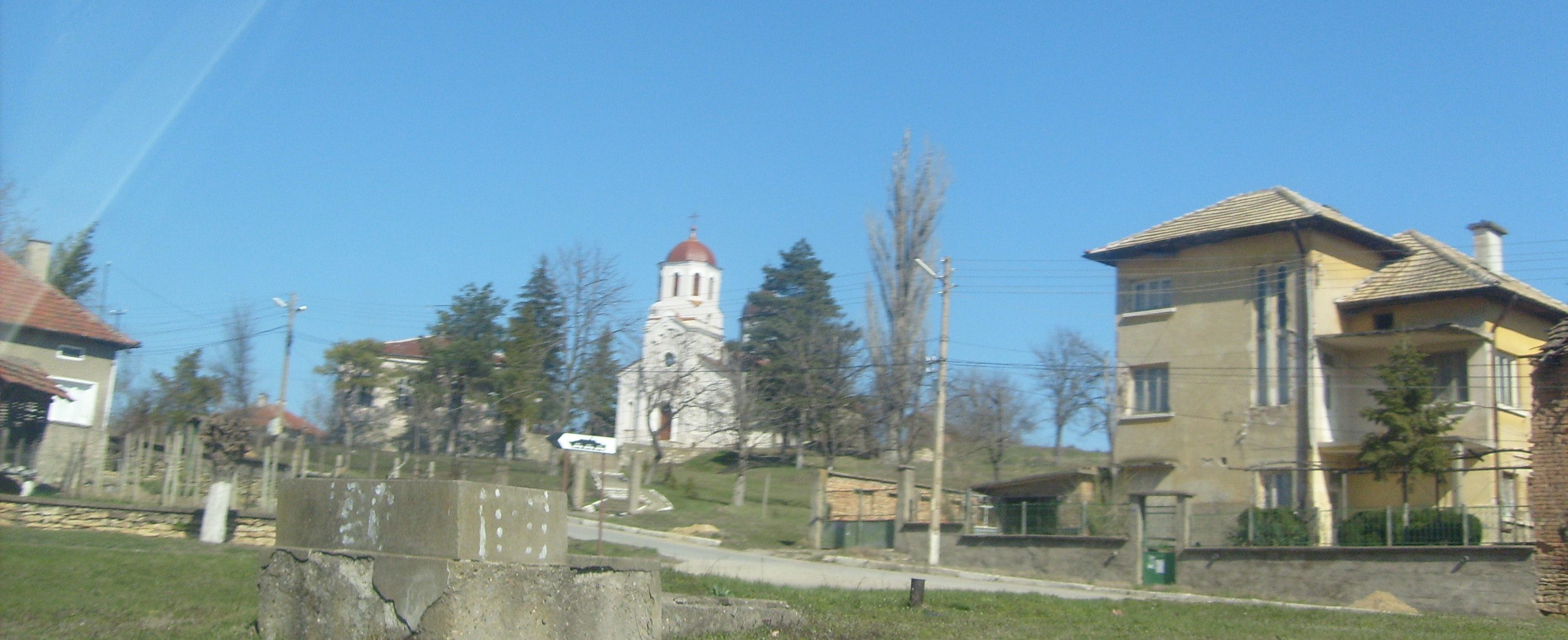
奥に映っているのは至聖三者聖堂